# Franz Geluck
Franz Geluck (Namur, 1926. május 18. – ?) belga nemzetközi labdarúgó-játékvezető.

## Pályafutása

### Nemzeti játékvezetés
A küldési gyakorlat szerint rendszeres partbírói tevékenységet is végzett. Az I. Liga játékvezetőjeként 1974-ben vonult vissza.

#### Nemzeti kupamérkőzések
Vezetett kupadöntők száma: 1.

##### Belga labdarúgókupa
| Időpont         | Helyszín                         | Mérkőzés típusa | Mérkőzés                         | Eredmény | Nézők száma |
| --------------- | -------------------------------- | --------------- | -------------------------------- | -------- | ----------- |
| 1965. május 26. | Baldvin király Stadion, Brüsszel | döntő           | RSC Anderlecht–Standard de Liège | 3 – 2    | 33 000      |

### Nemzetközi játékvezetés
A Belga labdarúgó-szövetség Játékvezető Bizottsága (JB) terjesztette fel nemzetközi játékvezetőnek, a Nemzetközi Labdarúgó-szövetség (FIFA) 1963-tól tartotta nyilván bírói keretében. Több nemzetek közötti válogatott és klubmérkőzést vezetett, vagy működő társának partbíróként segített. A belga nemzetközi játékvezetők rangsorában, a világbajnokság-Európa-bajnokság sorrendjében többedmagával a 35. helyet foglalja el 1 találkozó szolgálatával. Az aktív nemzetközi játékvezetéstől 1973-ban búcsúzott. Válogatott mérkőzéseinek száma: 4.

#### Labdarúgó-világbajnokság
A világbajnoki döntőkhöz vezető úton Mexikóba a IX., az 1970-es labdarúgó-világbajnokságra a FIFA JB játékvezetőként alkalmazta.

##### Selejtező mérkőzés
| Időpont           | Helyszín                     | Mérkőzés típusa           | Mérkőzés  | Eredmény | Nézők száma |
| ----------------- | ---------------------------- | ------------------------- | --------- | -------- | ----------- |
| 1969. április 16. | Heinz Steyer Stadion, Drezda | előselejtező (3. csoport) | NDK–Wales | 2 – 1    | 38 198      |